# Lola Kiepja
Lola Kiepja (Isla Grande de Tierra del Fuego, c. 1874
- Río Grande, 9 de octubre de 1966) fue una chamana selk'nam, conocida como "la última ona" o la "última selk'nam", debido a que fue la última persona perteneciente a la cultura selk'nam (ona) en conocimiento directo de las tradiciones y el modo de vida de ese pueblo de Tierra del Fuego, en el extremo sur del continente americano. Sin embargo, se ha señalado que Lola Kiepja no fue en realidad la última persona de etnia selk'nam, y que esa condición realmente le pertenece a Angela Loij, fallecida en 1974.
La muerte de Lola Kiepja ha sido relacionada con el genocidio y la marginación sufridas por el pueblo selk'nam y otras culturas indígenas en América. 

## Biografía
Nació alrededor del año 1874, como hija de Ket y Ejih, una pareja selk'nam de la Isla Grande de Tierra del Fuego. Su abuelo materno, Alaken, era un historiador chamán reconocido dentro de su pueblo por su conocimiento expansivo del pasado legendario. Dos de sus tíos maternos también eran chamanes.  
Tuvo 7 hijos con su primer esposo, Anik, un haush quien fue gravamente herido durante una batalla parte del genocidio selk'nam, el cual detuvo su proceso de convertirse en un chamán. Anik falleció alrededor de 1915, por lo cual Kiepja contrajo un segundo matrimonio con un chileno, alcanzando a tener 5 hijos con el. Pasó su vida adulta en una reserva indígena ubicada cerca del Lago Fagnano. 
En 1964 la etnóloga estadounidense Anne Chapman viajó por primera vez a Tierra del Fuego para registrar las tradiciones y cantos selk'nam, según el testimonio de Lola Kiepja. Chapman ha relatado que la noción de que Lola Kiepja podía considerarse "la última ona", corresponde a la arqueóloga también francesa Annette Laming-Emperaire, quien le transmitió a Chapman la importancia de registrar su testimonio.
Chapman registró los cantos de Lola Kiepja en un grabador magnetofónico y varios de esos registros fueron publicados en dos discos producidos por el Museo del Hombre de París, bajo el título Selk'nam chants of Tierra del Fuego, Argentina (Cantos selk'nam de Tierra del Fuego, Argentina), algunas de las cuales pueden escucharse en Internet.
En el invierno de 1966, ya con 92 años, fue trasladada en contra de su propia voluntad al Hospital Regional de Río Grande, a pesar de que haber declarado que preferiría no salir más de su pueblo natal. Falleció tres días después, el 9 de octubre,  siendo enterrada en el cementerio de Río Grande, donde también serían enterradas en 1974 Ángela Loij y en 1999 Virginia Choquintel, la cual fue la última selk'nam pura.